# Euro Floorball Tour 2015 (Frauen)
Die Euro Floorball Tour ist ein zweimal im stattfindendes Unihockeyturnier mit den Nationalmannschaften der Schweiz, Schwedens, Finnlands und Tschechiens. Die Euro Floorball Tour 2015 der Frauen (kurz: EFT) wurde im April und November in Sandviken bzw. Tampere ausgetragen. Beide Ausgaben wurden von der Nationalmannschaft Schwedens gewonnen.

## April – Sandviken

### Spiele
| Datum      | Uhrzeit | Mannschaften          | Resultat |
| ---------- | ------- | --------------------- | -------- |
| 24.04.2015 | 17:02   | Tschechien – Finnland | 2-3      |
| 24.04.2015 | 20:00   | Schweiz – Schweden    | 2-4      |
| 25.04.2015 | 15:00   | Schweden – Tschechien | 8-0      |
| 25.04.2015 | 18:00   | Schweiz – Finnland    | 2-6      |
| 26.04.2015 | 12:00   | Finnland – Schweden   | 2-3      |
| 26.04.2015 | 15:01   | Schweiz – Tschechien  | 6-0      |

### Tabelle
| Rang | Mannschaft | Spiele | Siege | Niederlagen | T     | P |
| ---- | ---------- | ------ | ----- | ----------- | ----- | - |
| 1.   | Schweden   | 3      | 3     | 0           | 15-4  | 9 |
| 2.   | Finnland   | 3      | 2     | 1           | 11-7  | 6 |
| 3.   | Schweiz    | 3      | 1     | 2           | 10-10 | 3 |
| 4.   | Tschechien | 3      | 0     | 3           | 2-17  | 0 |

### Topskorer
| Rang | Spielerin        | Mannschaft | Spiele | Tore | Assist | Punkte | Strafminuten |
| ---- | ---------------- | ---------- | ------ | ---- | ------ | ------ | ------------ |
| 1.   | Corin Rüttimann  | Schweiz    | 3      | 4    | 2      | 6      | 2            |
| 2.   | Josefina Eiremo  | Schweden   | 3      | 3    | 2      | 5      | 0            |
| 3.   | Ranja Varli      | Schweden   | 2      | 2    | 2      | 4      | 0            |
| 4.   | Sara Helin       | Schweden   | 3      | 1    | 3      | 4      | 0            |
| 5.   | Veera Kauppi     | Finnland   | 3      | 3    | 0      | 3      | 0            |
| 6.   | Louise Wickstrom | Schweden   | 3      | 3    | 0      | 3      | 5            |
| 7.   | Eliisa Alanko    | Finnland   | 3      | 2    | 1      | 3      | 0            |
| 8.   | Elina Kujala     | Finnland   | 3      | 0    | 3      | 3      | 0            |
| 9.   | Michelle Wiki    | Schweiz    | 3      | 2    | 0      | 2      | 0            |
| 10.  | Mia Karjalainen  | Finnland   | 3      | 1    | 1      | 2      | 0            |

### Goaliestatistiken
| Rang | Spielerin          | Mannschaft | Spiele | Saves | Gegentore | %     |
| ---- | ------------------ | ---------- | ------ | ----- | --------- | ----- |
| 1.   | Emelie Frisk       | Schweden   | 3      | 12    | 1         | 92.30 |
| 2.   | Lara Heini         | Schweiz    | 3      | 8     | 1         | 88.88 |
| 3.   | Kristyna Hornakova | Tschechien | 3      | 19    | 3         | 86.36 |
| 4.   | Sara Hjorting      | Schweden   | 3      | 19    | 3         | 86.36 |
| 5.   | Laura Loisa        | Finnland   | 3      | 11    | 2         | 84.61 |
| 6.   | Liisa Kokkonen     | Finnland   | 3      | 24    | 5         | 82.75 |
| 7.   | Monika Schmid      | Schweiz    | 3      | 39    | 9         | 81.25 |
| 8.   | Lenka Kubickova    | Tschechien | 3      | 23    | 11        | 67.64 |

## November – Tampere
Die November-Ausgabe der EFT wurde im finnischen Tampere in der Tampere Arena ausgetragen. Sie fand zwischen dem 6. und 8. November 2015 statt.

### Spiele
| Datum      | Uhrzeit | Mannschaften          | Resultat |
| ---------- | ------- | --------------------- | -------- |
| 06.11.2015 | 13:00   | Schweden – Schweiz    | 12-2     |
| 06.11.2015 | 19:03   | Tschechien – Finnland | 0-3      |
| 07.11.2015 | 16:00   | Schweden – Tschechien | 9-2      |
| 07.11.2015 | 19:00   | Finnland – Schweiz    | 5-3      |
| 08.11.2015 | 11:31   | Schweiz – Tschechien  | 5-3      |
| 08.11.2015 | 16:31   | Finnland – Schweden   | 4-7      |

### Tabelle
| Rang | Mannschaft | Spiele | Siege | Niederlagen | T     | P |
| ---- | ---------- | ------ | ----- | ----------- | ----- | - |
| 1.   | Schweden   | 3      | 3     | 0           | 28-8  | 9 |
| 2.   | Finnland   | 3      | 2     | 1           | 12-10 | 6 |
| 3.   | Schweiz    | 3      | 1     | 2           | 10-20 | 3 |
| 4.   | Tschechien | 3      | 0     | 3           | 5-17  | 0 |

### Topskorer
| Rang | Spielerin                | Mannschaft | Spiele | Tore | Assist | Punkte | Strafminuten |
| ---- | ------------------------ | ---------- | ------ | ---- | ------ | ------ | ------------ |
| 1.   | Cornelia Fjellstedt      | Schweden   | 3      | 3    | 6      | 9      | 0            |
| 2.   | Anna Wijk                | Schweden   | 3      | 3    | 3      | 6      | 0            |
| 3.   | Ranja Varli              | Schweden   | 3      | 2    | 4      | 6      | 0            |
| 4.   | Malin Andreason          | Schweden   | 3      | 4    | 1      | 5      | 0            |
| 5.   | Cassandra Edberg         | Schweden   | 2      | 4    | 1      | 5      | 2            |
| 6.   | Corin Rüttimann          | Schweiz    | 3      | 4    | 0      | 4      | 0            |
| 7.   | Amanda Delgado Johansson | Schweden   | 3      | 2    | 2      | 4      | 0            |
| 8.   | Tanja Stella             | Schweiz    | 3      | 2    | 2      | 4      | 2            |
| 9.   | Therese Karlsson         | Schweden   | 3      | 2    | 1      | 3      | 0            |
| 10.  | Jennifer Stalhult        | Schweden   | 3      | 2    | 1      | 3      | 0            |

### Goaliestatistiken
| Rang | Spielerin       | Mannschaft | Spiele | Saves | Gegentore | %     |
| ---- | --------------- | ---------- | ------ | ----- | --------- | ----- |
| 1.   | Jonna Makela    | Finnland   | 3      | 16    | 3         | 84.21 |
| 2.   | Helen Bircher   | Schweiz    | 3      | 14    | 3         | 82.35 |
| 3.   | Lenka Kubickova | Tschechien | 3      | 41    | 11        | 78.84 |
| 4.   | Sara Hjorting   | Schweden   | 3      | 22    | 6         | 78.57 |
| 5.   | Laura Loisa     | Finnland   | 3      | 25    | 7         | 78.12 |
| 6.   | Emelie Frisk    | Schweden   | 3      | 7     | 2         | 77.77 |
| 7.   | Hana Ranochova  | Tschechien | 3      | 16    | 5         | 76.19 |
| 8.   | Monika Schmid   | Schweiz    | 3      | 42    | 17        | 71.18 |